# Gillois
Gillois é uma comuna francesa na região administrativa de Borgonha-Franco-Condado, no departamento de Jura. Estende-se por uma área de 9,65 km². Em 2010 a comuna tinha 142 habitantes (densidade: 14,7 hab./km²).